# Російсько-німецький легіон

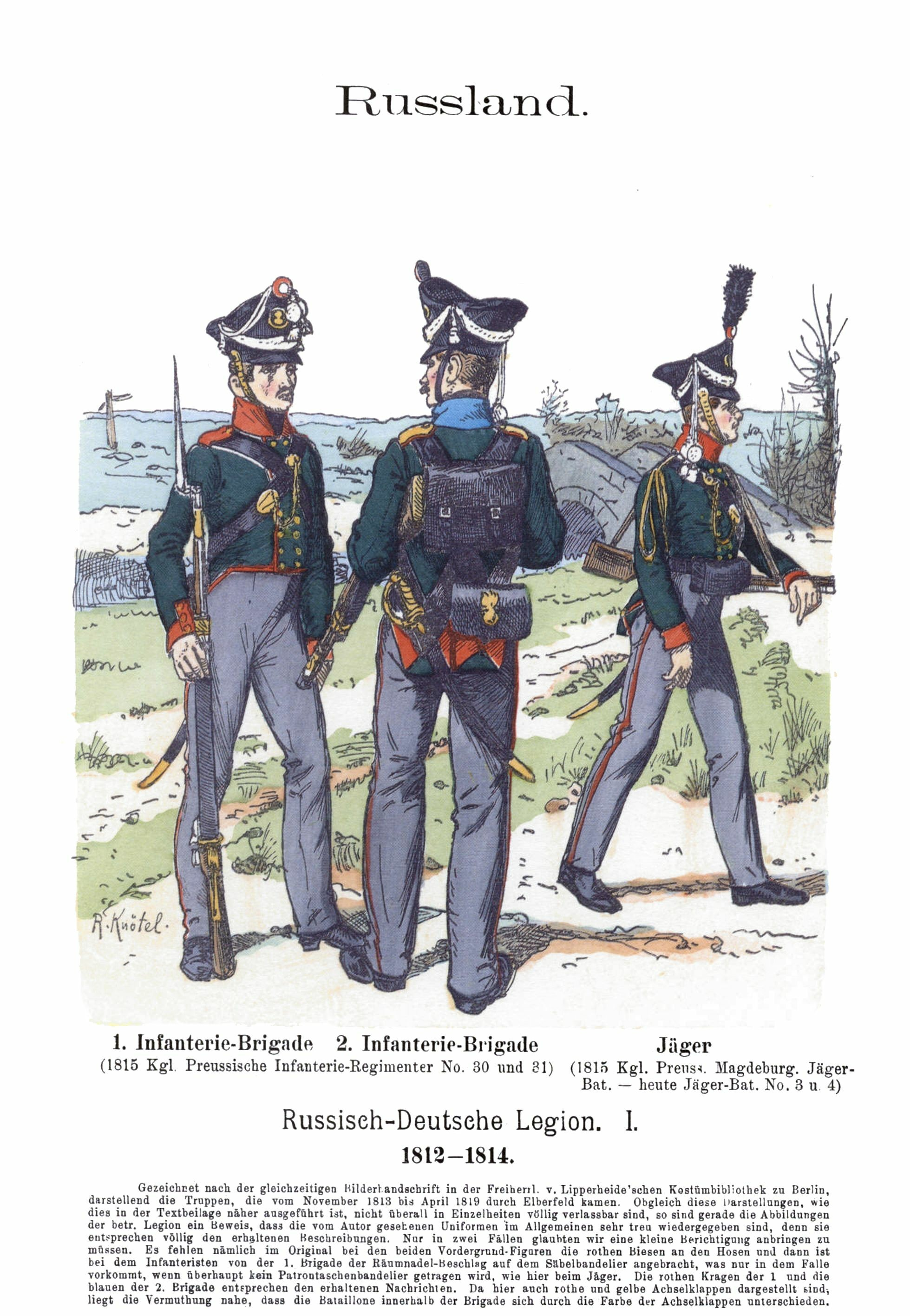
Солдат 1-ї піхотної бригади, 2-ї піхотної бригади та егеря

Російсько-німецький легіон - почав формуватися в 1810 році за наказом Російського імператора Олександра I, у зв’язку з можливою війною між Росією і Францією під керівництвом Наполеона.

	Думка сформувати особливий загін з німців була навіяна Російському імператору принцом Георгом Ольденбурзьким.

## Формування
Формування легіону було доручено полковнику Арентшільду. Завдяки патріотично налаштованим офіцерам   прусської армії та за сприяння Гнейзенау, Штейна та інших прусських діячів був створений     у 1812 p з німецьких колоністів Росії . Передбачалося поповнювати його, між іншим, перебіжчиками з німецьких військ, що діяли проти Росії, а в разі успішного результату війни з французами він повинен був стати осередком всіх ворожих французам елементів в Німеччині, проте Німецьких перебіжчиків було дуже мало; легіон поповнювався головним чином з полонених; до червня 1813 р набрано 5000 осіб, які знаходилися під керівництвом прусських офіцерів і підпорядковувалися прусському військовому статуту.
За договором, укладеним в Петерсвальдау (в липні 1813 г.), Англія взяла на себе утримання Російсько- німецького легіону, причому отримувала право використовувати його на свій розсуд. Відповідно він перейшов під командування генерала Вальмодена і був приєднаний до північної армії (наслідного принца шведського) та брав участь у військових діях на Нижній Ельбі. 
На початку війни 1815 р легіон був включений до складу прусських військ і з нього були сформовані 2 піхотні полки, 1 кінний і 2 кінних батареї.Керував Прусський генерал, герой визвольної війни  Ганс Ернст Кристоф фон Вердер.

## 100 -річчя
Напередодні 100 -річчя формування Російсько -Німецького легіону зусиллями російської дипломатії в Німеччині  була випущена  Медаль до 100 річчя Російсько -Німецького легіона. Передбачалось  її широке використання для укріплення російсько-німецьких стосунків, але у зв'язку із загостренням (російсько-німецьких) міжнародних стосунків - нагороджень відбулось лише декілька.